# Hermiona (imię)
Hermiona – imię żeńskie pochodzenia greckiego (gr. ‘Ερμιονη), pochodzące od imienia boga Hermesa, znane z mitologii greckiej, w której Hermiona była córką Heleny i Menelaosa. Postać o tym imieniu występuje także w Zimowej opowieści Williama Szekspira.
Patronką tego imienia jest święta Hermiona, córka Filipa Apostoła. Współcześnie stało się bardziej znane dzięki postaci Hermiony Granger w cyklu książek o Harrym Potterze autorstwa J.K. Rowling.
Hermiona imieniny obchodzi 4 września.